# Сан-Рафаель (Чилі)
Сан-Рафаель (ісп. San Rafael) — селище в Чилі. Адміністративний центр однойменної комуни. Населення - 3 482 особи (2002). Селище і комуна входять до складу провінції Талька і регіону Мауле.
Територія — 263,5 км². Чисельність населення - 9191мешканця (2017). Щільність населення — 34,9 чол./км².

## Розташування
Селище розташоване за 18 км на північний схід від адміністративного центру області міста Талька.
Комуна межує:
- на півночі - з комунами Саграда-Фамілія, Моліна
- на сході - з комуною Ріо-Кларо
- на півдні - з комунами Талька, Пеларко
- на заході - з комуною Пенкауе